# Хатишериф из 1830.
Хатишериф из 1830. године представља последњи корак ка успостављању аутономије Кнежевине Србије у односу на Османско царство. Султан Махмуд II је овим актом признао Кнежевини аутономију и независну државну управу. Други је и најважнији од три хатишерифа (или четири рачунајући и Турски устав) које је турски султан издао Србима. Хатишериф је био праћен и султановим Бератом којим је кнезу Милошу Обреновићу признато право формирања династије.

## Увод
Шестом тачком Једренског мира из 1829. године турски султан се обавезао да у року од месец дана са највећом тачношћу испуни одредбе Одвојеног акта и пете тачке Акерманске конвенције. Уз то, она је дужна да Србији врати шест отргнутих нахија "и на тај начин осигура заувек мир и благостање тог верног и покорног народа". Султан издаје хатишериф 18/30. септембра 1829. године. Хатишериф из 1829. године објављен је на Великој народној скупштини у Крагујевцу 1830. године. Хатишериф из 1829. године понављао је одредбе руско-турских споразума што је условило даље преговоре из којих је поникао нови свечани акт са тачно назначеним правима Срба у Кнежевини.

## Доношење хатишерифа
Припреме, преговори и коначно усвајање хатишерифа из 1830. године трајали су читавих годину дана. Као основа за његово састављање послужио је Давидовићев мемоар из јануара месеца исте године. Он је био полазиште руском пројекту хатишерифа. Захтеви Срба углавном су се поклапали са онима из 1820. године, а изложених у Одвојеном акту 1826. године. На девет конференција од 26. јуна до 9. октобра утанчавао се садржај овог најзначајнијег акта у настанку српске аутономије. Дефинитиван текст поднет је султану на потпис 15. октобра, а пет дана касније је беглучки ефендија предао српским депутатима копију хатишерифа. Султан је копију претходно, 16/17. октобра, потписао без икакве измене.

## Однос Кнежевине према Турској
Хатишериф из 1830. године утаначава односе између Србије и Порте потврђујући повластице српског народа на територијама које су биле слободне у време Првог српског устанка. У прву групу одредаба спадају оне одредбе које се односе на вазални положај Србије према Турској. Србија је, према њима, саставни део Царства у којој оно може за новце набављати све што му је потребно. Сем старих градова (Београд, Шабац, Смедерево, Кладово, Ужице, Соко) сва остала утврђења биће порушена. Србији ће бити враћене шест отргнутих нахија након што посебна руско-турска комисија "извиди право стање ствари". Поновљен је принцип одсеченог пореза у кога су улазили: харач, сви данци и царински приходи. Порта се обавезала да неће тражити ни једну аспру више од суме данка одсеком. Турци који су имали своја добра у Србији (земљу, куће, баште, винограде; тзв. мулук и миљак) имају рок од годину дана да га по правичној цени продају Србима. Уколико то не учине, приходи са добара уплаћиваће се у београдску благајну одакле ће се исплаћивати власницима. Србима је дозвољено да у београдској царинарници наплаћују царинске таксе за сву робу, сем оне која иде за Цариград и која ће тамо бити убирана. Кнезу је остављено да пропише таксе.
Турцима (тј. свим муслиманима) се забрањује пребивање у Кнежевини.

## Одредбе о самоуправи
Друго, Висока Порта се неће мешати у унутрашњу управу Србије. Србима је признато право вероисповести са слободом бирања митрополита и епископа које ће постављати цариградски патријарх. Милошу Обреновићу потврђено је звање српског кнеза са наследним правом које је потпуније одређено Бератом из исте године. Кнез има право на пристојну апанажу сходно положају који има, али тиме не сме превише оптерећивати народ. Порта је задржала право именовања новог кнеза бератом за кога он мора уплатити суму од 100.000 турских гроша царској благајни.
Унутрашња управа поверена је кнезу и Савету. Кнез је имао законодавну власт, а са Саветом је делио извршну власт. Чланове савета бира кнез (иако то није наведено) и њихово звање је доживотно сем уколико не начине тежу кривицу против Порте или закона. У правосуђе се Турци нису мешали. Кнез је стекао право да држи одред војника ради одржавања реда и поретка у земљи. Сем тога, Срби имају право отварати поште, болнице, школе, штампарије и сл. Српски трговци могу слободно деловати по територији читавог Царства. Ниједан Србин не може се присилити да служи Турчину.
Срби су стекли право да у Цариграду држе свога представника — капућехају, преко кога ће обављати све нужне послове са Портом.

## Објављивање и значај
Хатишериф и Берат прочитани су на Великој народној скупштини у Београду на Андријевдан 12. децембра (30. новембра по јулијанском) 1830. године на турском, а следећег дана на српском језику. Књаз Милош је истакао да су повластице Србије далеко веће у односу на повластице Влашке и Молдавије и додао:
Тако, браћо, постадосмо и ми јуче народом, народом истина зависним од султана, но народом који има сопствена права.
Уз звуке звона и пуцњаву топова, праћен усклицима народа, кнез се упутио у цркву где је, према нарочито спремљеном церемонијалу, миропомазан као кнез-владар од стране митрополита. Свечаност се завршила освештењем херваније као особитог знака кнежеве власти.
Добијање хатишерифа и Берат наишло је на широк одјек код српског народа у Турском царству, Аустријској монархији. Црногорски митрополит Петар I и руски цар упутили су честитке књазу Милошу.
Дан када је Хатишериф проглашен (Андријевдан) узет је за државни празник Српског књажества. Редовно је прослављан за време прве владавине књаза Милоша као и владавине потоњих Обреновића. Празник је укинут након доласка Петра I Карађорђевића на српски престо а место њега је прослављан краљев рођендан (12. јул).

## Спровођење хатишерифа
Кнез Милош је између 1830. и 1834. године углавном наставио да влада по старом. Он је спровео низ политичко-организационих и техничких мера за утврђивање нових јавноправних односа Србије као вазалне државе. То су била питања: 1) исељења Турака из Србије; 2) регулисања спахијских и султанових имања у Србији и озакоњење сељашке баштине као приватног поседа; 3) обележавање српско-турске границе и ослобођење „Шест нахија“; 4) решење трговинског питања и питање царина; 5) изградња националне црквене организације. Исељавање муслиманског становништва није решено на лак начин, нпр. становништво из десетак села сокоске нахије (на Дрини) одбило је да напусти своја имања, чак и по наређењу турских власти, па је Милош морао да прибегне сили. Остала су неисељена једино села Мали Зворник и Сакар што доводи до сукоба српске владе и Порте све до 1867. године, односно до Берлинског конгреса 1878. године. За утврђивање граница на терену је радила мешовита руско-турска комисија. Буне у крушевачкој нахији, неколико срезова централне и Источној Србији довеле су Порту пред свршен чин, јер је кнез са својом војском ушао у ове крајеве. Након хатишерифа из 1833. године нова српско-турска комисија извршила је разграничење. Српски чиновници водили су рачуна да не оставе ни педаљ своје земље Турцима. Нахије су разграничене видљивим знацима (шанчеви, крчење шумског појаса). Сем мањих изузетака ка Нишу и Новом Пазару, Милош је присајединио крајеве који су некада били у саставу устаничке државе. Тамо је сада могао приступити ликвидацији тимарско-спахијског система. Укидање спахилука извршено је новчаним обештећењем које је утврђено на 2,3 милиона гроша на основу којих је Порта давала спахијама неку врсту пензије. Београдска царинарница, дотад у апанажи великог везира, а у закупу кнеза Милоша, прешла је у пуну српску надлежност, што Кнежевини доноси велике приходе. Милош је повео преговоре са Васељенском патријаршијом о црквеној аутономији Кнежевине. Резултат је патријархова сагласност о независном унутрашњем уређењу српске цркве, односно Београдске митрополије. Патријаршија је за то добила новчану надокнаду. Митрополита је бирао кнез и народ. Кнез је обавештавао патријарха који је потврђивао митрополита. Митрополит је постављао епископе. Годишњи порез Патријаршији је 6000 гроша, уз 300 гроша приликом постављања новог митрополита. Он може бити смењен само уз сагласност кнеза и патријарха. Присаједињењем Шест нахија створена је трећа, Тимочка епархија, а порез је повећан за 3000 гроша, што је регулисано Допунским конкордатом из 1836. године. Први српски митрополит био је Мелентије Павловић. 
Резултат Милошевих жеља да својој владавини да вид легалности су и његови напори да организује владу. На то га је подстицала и критика Вука Караџића (1832). Милош је тумачио хатишериф тако да у Србији треба образовати тело народних представника које ће имати административне, а не законодавне компетенције. Због тога је покушао да 1834. године уведе министарства. Оснива „попечитељства“ и именује пет попечитеља на челу са Лазом Теодоровићем. 
Милош је 1834. године поделио Кнежевину у пет великих сердарстава: подунавско (Београд), мачванско (Шабац), рашко (Чачак), расинско (Јагодина), тимочко (Неготин). Задатак сердара био је да надгледају поредак и правосуђе. Сердарства су укинута Сретењским уставом. Након укидања устава, Милош је вратио поделу на области, али под новим називом: војне команде. Војних команданата било је четворица, а они су концентрисали у својим рукама цивилну и војну власт. Једна одредба хатишерифа тицала се војске. Порта је до 1830. године прећутно толерисала постојање Милошевих „солдата“. Милош је 1833. године наредио да свака српска пореска глава мора имати пушку и војни прибор. Тајно је набављао топове. Српска војска била је у фази настајања. Она је имала 11 официра и 28 подофицира. Подељена је на две кнежевске гарде, један коњички ескадрон и одељење старих војника. 
У периоду након хатишерифа расте број школа. Србија је добила право отварања штампарије. Од 1831. године ради Књажевска типографија. После неколико покушаја да се набави штампарија, она је, по Милошевом наређењу, набављена из Русије. Милош је показивао велико интересовање за овај посао и ставио је на располагање велике суме новца за набавку хартије и другог материјала. Штампаријом је руководио Немац Адолф Берман, а од 1834. године штампају се Новине Србске. До 1835. године штампане су и књиге Доситеја Обрадовића. Чињени су покушаји да се штампају алманаси са карактером часописа: Забавник (уредник Димитрије Давидовић) и Београдска Лира (од 1833). Прве српске књиге штампају се 1835. године.